# Maxi Nil
Maxi Boulougari (en griego: Μάχη Βουλούγαρη), más conocida como Maxi Nil (Μάξι Νιλ, Atenas, 4 de junio de 1981) es una cantante griega, y fundadora del proyecto Jaded Star. Maxi es conocida por su trabajo como vocalista en la banda austriaca de power metal sinfónico Visions of Atlantis desde mitad de 2009 a finales de 2013. En 2003 se unió a la banda griega de metal On Thorns I Lay y en el mismo año también se incorporó a la banda Elysion como cantante y compositora en ambas.

## Primeros años y Carrera musical
Nacida y criada en Atenas, el amor de Maxi por la música comenzó a los 5 años. Ella tomó clases de flauta, guitarra y piano y a la edad de 16 se unió a su primera banda de rock como cantante y compositora.
En 2003, se incorporó a su primera banda de rock gótico griega On Thorns I Lay, en la banda, ella grabó un álbum que esperaba ser lanzado en 2010 hasta que su sello discográfico cerró, y el álbum no ha sido revelado aún, pero aun así ya está grabado y en espera de ser publicado.
En el mismo año, ya con On Thorns I Lay, también se unió a la banda Elysion como cantante y compositora. En 2008 después de grabar su primer álbum, Maxi abandonó la banda y el álbum fue lanzado con otra cantante en 2009.
Maxi tuvo muchos grandes momentos en su carrera como cantante, ella apoyó a Amorphis en 2004, The Gathering en 2007, Diary of Dreams en 2008, Tarja Turunen en Vienna, compartiendo el escenario con Star Industry en la canción "Last Crusades" que también está incluida en su álbum en vivo llamado "Black Angel White Devil," y cantando dos veces en el escenario con Moonspell in Atenas. En february de 2009, mientras trabajaba en su proyecto como solista, ella también apoyó la banda holandesa Agua De Annique.
En 2008, después de dejar Elysion, Maxi envió un correo electrónico a Napalm preguntando si había una banda buscando una cantante. Unas horas después ella tuvo una respuesta, una semana más tarde fue allí para reunirse con Visions of Atlantis y tocaron en Metalcamp con Satyricon, Testament y Blind Guardian. En junio de 2009 Maxi oficialmente se convirtió en la nueva vocalista de Visions of Atlantis.
Con Maxi como su nueva vocalista, la banda finalmente pudo lanzar su cuarto álbum Delta, que fue publicado a través de Napalm Records a finales de febrero de 2011. Y el álbum ganó grandes reacciones y recepciones. También el primer y único EP de la banda, "María Magdalena", que fue lanzado el 21 de octubre de 2011.
El 27 de enero de 2012, la banda y en su Facebook oficial anunciaron el título "Ethera" para su próximo álbum que fue lanzado el 22 de marzo de 2013.
El 6 de diciembre de 2013, Visions of Atlantis anunció en su página de Facebook que Maxi, junto con los miembros restantes, partieron con la banda en cuanto su único miembro fundador y baterista Thomas Caser, quería que la banda volviera a sus raíces originales desde el principio. Al mismo tiempo Maxi publicó un estado en su página de Facebook en la que agradece a Visions of Atlantis después de estar juntos por cinco años, y altamente apoya y respeta la decisión y ahora se centra en su nuevo proyecto Jaded Star.
Con Jaded Star, Maxi hizo su primera presentación en la duodécima versión del Metal Female Voices Fest en 2014 y a principios de 2015 publicó, en relación con su próximo álbum "Memories from the Future", que sería lanzado a mediados de 2015.

## Discografía

### Jaded Star
Álbumes de estudio:
- "Memories From The Future" (2015)
- TBA (2016)

### Visions of Atlantis
Álbumes de estudio:
- Delta (2011)
- Ethera (2013)

EPs:
- Maria Magdalena EP (2011)

### Eve's Apple
Compilaciones:
- Siren's Garden (2012) (pista 12: "Cave Behind The Waterfall")

### Elysion
Demos:
- Demo (2007)

### Apariciones especiales
- 2012: Rest in Keys (Bob Katsionis) (Voz en "Another World")
- 2012: The Bivouac (Vexillum) (Voces adicionales en "The Oak and Lady Flame")